# Vladimiro Montesinos
Vladimiro Lenin Montesinos Torres (Arequipa, 20 mei 1945) is een Peruaans voormalig functionaris die tussen 1990 en 2000 de Peruaanse geheime dienst (Servicio de Inteligencia Nacional, SIN) leidde. Hij werd beschouwd als de rechterhand van Alberto Fujimori.

## Carrière
Montesinos is afkomstig uit een middenklasse-gezin uit Arequipa. Zijn voornamen dankt hij aan het feit dat zijn vader een groot bewonderaar was van Lenin.
In 1965 volgde hij gedurende een maand een training aan de Escuela de Las Américas (een Amerikaanse trainingsfaciliteit bij het Panamakanaal waar duizenden officieren uit Noord- en Zuid-Amerika een opleiding kregen in het bestrijden van guerrilla's). Hij deed dat terwijl hij sinds 1961 aan de Escuela Militar de Chorrillos studeerde, waar hij in 1966 afstudeerde als officier bij de infanterie. Uiteindelijk promoveerde hij tot kapitein van het Peruaanse leger, totdat hij in 1977 oneervol uit het leger werd ontslagen wegens spionage. Tijdens zijn gevangenschap van twee jaar studeerde hij rechten, kort na zijn vrijlating in 1978 studeerde hij af. Als advocaat verdedigde hij Colombiaanse en Peruaanse drugsdealers, waaronder Evaristo Porras Ardila, een drugsbaron uit Medellín.

## Rechterhand van Fujimori
Eind jaren tachtig kwam Montesinos te werken voor de geheime dienst: de Servicio de Inteligencia Nacional (SIN). In 1990 verdedigde hij Alberto Fujimori, die toen juist de eerste ronde van de presidentsverkiezingen als onbekende kandidaat tegenover de schrijver Vargas Llosa had verloren, tegen beschuldigingen van frauduleuze transacties in onroerend goed. Fujimori vreesde dat presidentskandidaat Vargas Llosa garen zou spinnen bij de fraudezaak, maar toenmalig president Alan García, die een hekel had aan Vargas Llosa, had de geheime dienst toen al opdracht gegeven om Fujimori waar mogelijk bij te staan. Montesinos kon daardoor een document produceren, getekend door de procureur-generaal van de geheime dienst, waarin Fujimori werd vrijgepleit. Nadat de aanklacht was vervallen en Fujimori de algemene verkiezingen van 1990 had gewonnen, werd Montesinos al snel benoemd tot hoofd van de veiligheidsdienst. Gedurende het presidentschap van Fujimori oefende Montesinos op de achtergrond controle uit over de media, de rechtspraak en het leger.
Van 1990 tot september 2000 was Montesinos, zonder dat hij in de regering ook maar enige officiële positie had, de rechterhand van president Fujimori. Bijgenaamd de Raspoetin van Fujimori werd hij in verband gebracht met diverse mensenrechtenschendingen , zoals een bloedbad in Barrios Altos te Lima met vijftien slachtoffers in 1991, de moord op negen studenten en een professor, vermeende activisten van het Lichtend Pad, in 1992 aan de Cantuta Universiteit te Lima, de marteling en daaropvolgende moord op Mariela Barreto in 1996 en de marteling van de voormalige agent Leonor La Rosa in 1997 (beiden agenten bij de militaire inlichtingendienst).

## Vladivideo's
De carrière van Montesinos, en Fujimori, kwam ten einde toen de Peruaanse televisie op 14 september 2000 een video uitzond, de eerste uit naar wat bleek een hele serie "vladivideo's" was, waarop te zien was hoe Montesinos een parlementslid van de oppositie, Alberto Kouri, omkocht om Perú 2000, de partij van Fujimori, te steunen. De video zorgde ervoor dat de het presidentschap van Fujimori ten einde kwam. Fujimori accepteerde het ontslag van Montesinos, bedankte hem voor zijn diensten en kondigde vervolgens de ontbinding van de veiligheidsdienst en nieuwe verkiezingen aan. Kort daarna vluchtte Montesinos naar Panama, waar door de regering van Peru voor hem een verzoek voor politiek asiel werd ingediend. Daarmee werd voor het eerst in de geschiedenis niet door de betrokkene zelf asiel aangevraagd, maar door de staat die betrokkene ontvluchtte.
In de maanden daarop werden in Peru de andere Vladivideo's uitgebracht, waarop verschillende omkooppraktijken door Montesinos te zien waren. Televisieomroepen kregen hoge bedragen aangeboden om politieke oppositie op hun kanaal te verbieden en om kritische programma's te annuleren. In Panama had Montesinos geen asiel gekregen, en in juni 2001 werd hij door de Venezolaanse regering in Caracas uitgeleverd aan Peru.

## Veroordeling
Tussen juli 2000 en april 2012 werd Montesinos veroordeeld tot in totaal 256 jaar gevangenisstraf wegens talloze aanklachten, waaronder corruptie, omkoperij, een complot tegen president Fujimori en ernstige mensenrechtenschendingen tijdens de geweldperiode met het Lichtend Pad. Deze veroordelingen hebben overigens niet tot gevolg dat hij tot het einde van zijn leven in gevangenschap zal blijven, want de Peruaanse wet kent geen opeenstapeling van straffen. Montesinos zit zijn straf uit in de gevangenis te Callao, een gevangenis die werd gebouwd onder zijn eigen supervisie tijdens zijn jaren bij de geheime dienst.